# Сихем
Сихем (хебр. שכם‏‎‎‎) је антички град у Палестини. Трагови насеља датирају из 4. миленијума п. н. е. У египатским изворима спомиње се почетком 2. миленијума п. н. е. Према Библији, град племена Ефраим, познато светилиште. Након Соломонове смрти (937. п. н. е.) прва престоница Краљевства Израиљ. Асирци су га разорили 724. п. н. е. За време римских власти обновљен око 70. п. н. е. неколико километара западније под именом Флавиа Неаполис данашњи Наблус.

## Историја
Овај древни град је уткан у целокупну историју јеврејског народа, почев од праоца Авраама, па све до периода Новог Завета. У Сихему су пронађени трагови прото-хананског писма и то га сврстава међу најзначајније градове у културолошком смислу. Владари Сихема су у једном периоду успели да успоставе своју власт над средишњим делом Ханана. Сихем је познат египатским изворима у 2. миленијуму пре Христа. Фараон Сесострис III (1878.–1843. п. н. е.) га помиње на знаменитој стели Ку–Себек као град против кога је водио војни поход.
У време староѕаветног Јакова Сихем је био насељено место. Његов господар је склапао споразуме са праоцем Јаковом, а Јаков је трговао са његовим становништвом (Пост. 33, 18–20; уп. 34, 2). Археолошки подаци показују да је Сихем био настањен у периоду средњег бронзаног доба. У овом периоду због продора пустињских племена, долази до извесног степена пропадања Сихема, мада су његови становници у овом периоду тежили да се отргну од власти египатског двора. Град је обновљен у периоду средње бронзе IIА. Од средине 17. или 16. века п. н. е. град је готово непрестано био насељен, иако су одбрамбени зид, храм и тврђава порушени у освајањима између 1550. и 1540. п. н. е. Према неким схватањима платформа из западног дела града је део насеља из периода средње бронзе II и треба да буде поистовећена са олтарима Авраама и Јакова.
Сихем је као култно место имао нарочит значај у животима праотаца Израиља, пре свега праоца Авраама и праоца Јакова. Ова улога и значај допринели су значају који је имао у каснијој библијској историји.
Сихем се у библији помиње на више места: Бог се у Сихему јавља Аврааму обећавајући му да ће његово потомство наследити Ханан (Пост. 12, 6). Авраам одговара Богу подизањем жртвеника под храстом (Пост. 12, 7). Археолошки подаци потврђују да је Сихем са околином био средиште култних активности. Приликом повратка из Месопотамије, Јаков је подигао олтар у Сихему. Он је тада исказао своје неопозиво раскидање са паганским култом одбацујући и закопавајући идоле које су из Месопотамије понели припадници његовог племена (Пост. 33, 18–20; уп. 35, 4–6). Ту је Јаков купио земљу на којој је подигао шатор и олтар који је назвао силни Бог Израиљев (Пост. 33, 20). У Сихему Јаков добија божански позив да се упути ка Ветиљу и да тамо подигне олтар (Пост. 35, 1). 
Коначно, Јаков је због исхитреног поступка својих синова, који су учинили крвну одмазду над локалним становништвом, морао да напусти област Сихема (Пост. 35, 22; 49, 4). 
Сихем је у периоду боравка Јевреја у Египту и њиховог путовања кроз пустињу задржао култни карактер. У Сихему су сахрањене кости пророка Јосифа које су пренете из Египта (Нав. 24, 32). У Сихему је вероватно већ био насељен део израиљског народа. Уколико је ова претпоставка тачна, њоме се може објаснити зашто Сихем није пострадао у периоду израиљских освајања Ханана. Исус Навин је истакао да савез са Јахвеом подразумева строг монотеизам (ИНав. 24, 14.15.19.20) и потпуно потирање идолатрије у Израиљу (ИНав. 24, 23 уп. 24, 14). Сихем је, дакле, место успостављања континуитета са прошлошћу, али истовремено и место у којем се одређује будућност Израиља.
Значајна улога Сихема у овом периоду тицала се не само култа, већ и политике. У Сихему се Авимелек, током 12. века п. н. е., прогласио за цара (Суд. 9, 6). Археолошка истраживања су потврдила постојање ванредно великих храмова у Сихему тог доба.
Сихем се, у овом периоду, спомиње као средиште прослављања годишњег празника Господњег (Суд. 21, 19). Крајем доба судија Сихем је и даље био ходочаснички центар, али је његов значај слабио пред уздизањем култног значаја Ветиља у коме се налазио ковчег савеза (Суд. 19, 21). Сихем је постао место на којем су ходочасници понављали историју праотачког доба, вршећи ритуално очишћење пре одласка пред Господа у Ветиљ (уп. Пост. 35, 2–4).
Током периода ране и уједињене монархије Израиља Сихем се не спомиње као култно средиште. Он једноставно нестаје са историјске сцене Израиља: и то потпуно, изненада и без објашњења, да би после неколико векова исто тако изненадно поново постао део историје, или поново се појавио. Посредни подаци указују на то да је култ, ипак, одржаван на овом месту (види: Пс. 60, 6.7; 108, 7.8), мада вероватно не у потребној јахвистичкој чистоти. Подела уједињене јеврејске монархије одиграла се у Сихему, и Јеровоам, новоизабрани владар северних племена, управо Сихем бира за своју престоницу (1 Цар. 12, 1–19.25; 2 Дн. 10, 1). Он касније премешта престоницу из Сихема, можда због постојања левитске опозиције у граду. Синкретистичко–политеистички култ цара Јеровоама нашао је на овом подручју плодно тло у још увек спорадично практикованој предизраиљској религији Ханана. Пророци су осуђивали овакву праксу најављујући пропаст Сихема. Њихове најаве су испуњене. Сихем је готово потпуно изгубио карактер култног места, мада је и даље био транзитно култно место за ходочасничке који су путовали у Силом у коме се тада налазио савезни ковчег (уп. Јер. 20, 5).
У Сихему је Исус Навин одржао свој последњи говор. Ту је дао последња упутства (ИНав. 24) и позвао своје сународнике на коначну одлуку и избор. Тај избор је на ванредно снажан начин представљен и у Новом Завету када сам Господ Христос у Сихему и крај зденца праоца Јакова ставља жену Самарјанку пред избор коју ће воду захватити, воду из извора која не може задовољити најдубље потребе њеног бића или живу воду коју јој нуди већи од Јакова (Јн. 4, 11–14).
Археолошка истраживања Вилијама Олбрајта (William Albrigrt) потврдила су постојање култног камења у области Ханана. Овај култ је део израиљске религије од времена праотаца Израиља до позног доба судија. Изгледа да се ова пракса одржала и у позном периоду јудејске религије (Ис. 19, 19; Ос. 3, 4; 10, 1–2; Мих. 5, 12; Јез. 26, 11; 1 цар. 14, 23; 2 цар. 3, 2; 10, 26–27; 17, 10; 18, 4; 23, 14). У историји израиљске религије камени стуб је дуго имао двојако значење. Једно је било прихватљиво за јахвисте, а друго је било ознака идолатријског култа. Друго значење је временом превладало (ИНав. 24, 26.27 уп. Пост. 28, 18–22; 31, 13.44–52; 35,1 4.20; Изл. 24, 4; 2 Сам. 18, 18). Зато је овај чести култни образац, као и култ светог дрвета (Пост. 12, 6; Пост. 13, 8; 21, 33; 14, 13; 18, 1; 35, 4; Суд. 4, 11; 6, 11.19; 1 Сам. 10, 3; 22, 6; 31, 13 уп. Пнз. 12, 2; 2 цар. 16, 4; Ис. 1, 29; 57,5; Ос. 4, 13; Јер. 2, 27; 3, 6; Ав. 2, 19; Јез. 6, 13; 20, 28 уп. Пнз. 11, 30; Суд. 9, 6.37) осуђиван од стране библијских писаца (Изл. 23, 24; 34, 13; Лев. 26, 1; Пнз. 7, 5; 12, 3; 16, 22). 
Град је познат и као гроб Јошуа (Јосша 24:32) и Јакова и по састанку Исуса Христа и Самарићанке.
Познато је да је Сехем постојао у Самарији неколико миленијума између планина Геризим и Ебал, северно од Бетела и Шилоха. Област је богата и пуна воћем кајсије, брескве, нар, шљива, ружа и миртама.
Током 2. и 3. века п. н. е. је напуштен. Ширењем хришћанства у Самарији изграђени су хришћанске цркве и почетком 4. века, постао је епископски центар. 
Ископавања на локалитету Сихема (1913.-1914. године, 1926.-1933. године, и 1957. године) пронађени су остаци утврђења, акропола и рушевине храма.
У 2012. години, Археолошки парк је отворен за јавност.